# Баница (дем Амфиполи)
Вижте пояснителната страница за други значения на Баница.
Ба̀ница (на гръцки: Συμβολή, Символѝ, до 1927 Μπάνιτσα, Баница) е село в Република Гърция, намиращо се в дем Амфиполи, област Централна Македония. Има 419 жители (2001).

## География
Селото е разположено в югозападната част на Драмското поле, на 6 километра северно от Неа Бафра и на 17 километра югозападно от Драма.

## Етимология на името
Според Йордан Н. Иванов името е от баня с наставка – ица. Сравними са серия имена в българската езикова област. Жителското име е ба̀нича̀нин, ба̀нича̀нка, ба̀нича̀нe.

## История
Гръцка статистика от 1866 година споменава Баница, но не дава данни за населението му. Към 1900 година според статистиката на Васил Кънчов („Македония. Етнография и статистика“), населението на Банища се състои от 160 цигани.
След Междусъюзническата война в 1913 година селото попада в Гърция. В 1922 година в селото са заселени гърци бежанци от Бафра, Смирна и Понт. В 1927 година селото е прекръстено на Символи, в превод сливане, защото е на сливането на Драматица и Мавропотамос. В 1981 година селото има 404 жители, а в 1991 – 262.
| Име    | Име     | Ново име | Ново име | Описание                |
| ------ | ------- | -------- | -------- | ----------------------- |
| Баирия | Μπαΐρια | Плайес   | Πλαγιές  | местност на С от Баница |